# Schnaitsee
Schnaitsee település Németországban, azon belül Bajorországban. Lakosainak száma 3868 fő (2023. december 31.).

## Népesség
A település népessége az elmúlt években az alábbi módon változott:
| Lakosok száma | 1267 | 2107 | 1769 | 3020 | 3504 | 3566 | 3585 | 3591 | 3735 | 3868 |
|               | 1875 | 1950 | 1975 | 1987 | 2012 | 2014 | 2016 | 2017 | 2021 | 2023 |